# Pokrovske, Semenivka
Pokrovske (în ucraineană Покровське) este un sat în comuna Jovtneve din raionul Semenivka, regiunea Cernihiv, Ucraina.

## Demografie
Componența lingvistică a localității Pokrovske
     Ucraineană (87,5%)
     Rusă (12,5%)
Conform recensământului din 2001, majoritatea populației localității Pokrovske era vorbitoare de ucraineană (87,5%), existând în minoritate și vorbitori de rusă (12,5%).